# Просторовский сельский совет (Черниговский район)
Просторовский сельский совет (укр. Просторівська сільська рада) — входит в состав
Черниговского района
Запорожской области
Украины.
Административный центр сельского совета находится в 
с. Просторе.

## История
- 1924 — дата образования.

## Населённые пункты совета
- с. Просторе
- с. Долгое
- с. Квитковое
- с. Розовка